# 權德輿
權德輿（759年—818年9月30日），字載之，天水略陽（今甘肅秦安）人，唐代文学家。

## 生平
前秦仆射安邱公权翼的十二世孫。祖輩遷居潤州（今鎮江）丹徒。起居舍人權皐之子。乾元二年 （759年）生，四歲能詩，七歲隨父寓居陽羨（今宜興），不久父病逝，哭踊如成人。不到二十歲即以文章著稱，杜佑、裴胄等爭先聘請。建中初年，河南黜陟使韩洄招纳为秘书官，后考取秘书省校书郎。建中四年（783年）罢江淮漕輓从事，長居练水（在今江苏丹阳）。貞元元年（785年）與宰辅崔造幼女崔邱樊成婚。贞元二年（786年）冬天入江西李兼幕僚。德宗好文，聞其才，召為太常博士，改左補闕。贞元十年（794年）改起居舍人，知制诰；转驾部员外郎、司勋郎中。憲宗元和初，歷官兵部、吏部侍郎，元和五年官至同中書門下平章事，因與李吉甫不合，元和八年（813年）罢相，以吏部尚书留守东都。元和十一年為山南西道節度使（今陕西汉中）。元和年間被譽為“縉紳羽儀”。元和十三年（818年）请求回京养病，德宗恩准，是年八月卒於返京途中。著有《權文公文集》。《四庫全書》收《權文公詩集》十卷。

## 家庭

### 遠祖
- 安丘公權翼

### 母亲
- 陇西李氏，出自陇西李氏仆射房，庆州刺史李允义的曾孙女，宣州司士参军李仲进的孙女，冀州司仓李备的女儿。[6]

### 堂叔
- 權隼，字子鷙。侄權德輿為其撰墓誌，見於《叔父故朝散郎華州司士參軍府君墓誌銘》。

### 姑母
- 父親權臯之妹，嫁尉仲謨。

### 儿子
- 權璩
- 权玨，字大玉。

### 女兒
- 天水權氏，夫為獨孤朗弟獨孤郁。